# RA 3 (Italië)
De RA 3 of raccordo autostradale 3 is een autoweg in Italië. De RA3 vormt de verbinding tussen de autosnelweg A1 (bij Firenze-Imprunetta) en de stad Siena. De RA3 is 56 kilometer lang. Het is een (weliswaar smalle) autoweg met twee rijstroken in elke richting en zonder vluchtstroken.